# Palazzo Pretorio (Castiglione della Pescaia)
Il palazzo Pretorio è un edificio situato nel centro storico di Castiglione della Pescaia, nei pressi del castello, tra via della Fortezza e via delle Batterie.

## Storia
Il fabbricato, edificato in epoca medievale, è stato profondamente ristrutturato nel corso del XVIII secolo, pur conservando parzialmente gli originari elementi stilistici che lo caratterizzavano all'epoca della costruzione. Storicamente, è stato la sede locale della pretura e delle carceri; una volta dismesso dalle originarie funzioni a cui era adibito, è stato trasformato in edificio abitativo e suddiviso in varie unità.

## Descrizione
L'ex palazzo Pretorio si presenta come un fabbricato a pianta rettangolare, disposto su tre livelli, con paramento murario esterno interamente rivestito in pietra. Presenta tre facciate a vista, quelle che costituiscono i due lati lunghi e quella del lato corto che volge verso la piazza che si apre nella parte sommitale del borgo; sull'altro lato corto il palazzo è addossato ad un altro edificio abitativo. L'intera struttura si presenta rafforzata nelle parti angolari da robusti pilastri a scarpa che scendono divergendo dal livello superiore delle facciate.